# Как Джанни попал в ад
«Как Джанни попал в ад» — советский телефильм 1956 года — первый в СССР телефильм-опера, музыкальная комедия по опере Джакомо Пуччини «Джанни Скикки», снятая на киностудии «Мосфильм» режиссёрами Татьяной Березанцевой и Иоакимом Шароевым

## Сюжет
В средневековой Флоренции умер богатей Буозо Донати, по его завещанию всё его имущество оставлено монастырю. Его многочисленные родственники решаются на хитрость. Они зовут некоего Джанни Скикки — пожилого итальянского мошенника и проходимца. Джанни прячет тело умершего, гримируется под него и голосом покойника зовёт нотариуса, чтобы переписать завещание в пользу родственников. Но нотариус слышит с полутёмного ложа слова «дядюшки»: «Всё своё имущество я завещаю… я завещаю… я завещаю своему любимому другу Джанни Скикки!». Разбогатевший Скикки дает своей дочери Лауретте приданое, и она наконец может выйти замуж за своего любимого — Ринуччо.

## В ролях
- Джанни Скикки — Максим Греков (поёт Михаил Киселёв)
- Цита — Эмилия Мильтон (поёт Вера Смирнова)
- Симонэ — Юрий Лоран (поёт Леонид Ктиторов)
- Марко — Аркадий Цинман (поёт А. Тихонов)
- Ческа — Зана Занони (поёт Анна Матюшина)
- Герардо — Леонид Пирогов (поёт Анатолий Орфёнов)
- Нелла — Виктория Чаева (поёт Надежда Суховицина)
- Лауретта — Раиса Максимова (поёт Мария Звездина)
- Ринуччио — Валентин Кулик (поёт Виталий Орленин)
- Бетто — Георгий Абрамов, поёт он же
- Нотариус — Даниил Демьянов, поёт он же

Оркестр Большого театра СССР, музыкальный руководитель и дирижёр Б. Хайкин.

## Создание
В своих мемуарах Иоаким Шароев очень подробно описал процесс создания этого первого в СССР фильма-оперы, те сложности, с которыми пришлось столкнуться при «первопроходной» постановке. Никто из кинематографистов не воспринимал всерьёз его идею снять фильм-оперу, но «неожиданно доброжелательно и даже весело отнёсся к затее» директор «Мосфильма» И. А. Пырьев, давший добро на съёмку. Основная проблема была в двойном составе исполнителей — синхронизации фонограммы и игры актёров, ведь только двое из участвовавших в записи фонограммы певцов были одновременно и актёрами, поскольку типажно подходили к ролям. Тогда решено было кардинально поменять процесс — актёры стали репетировать сразу под фонограмму, не выучив партии, и, к удивлению режиссёров, всё стало получаться.

## Критика
Поразительно, насколько удачна была экранизация оперы Пуччини «Джанни Скикки» (1956), её с полным основанием можно считать началом образования художественного стиля оперного телетеатра, объединяющего в качественно новом синтезе традиции театра, кино и ТВ. В ней были найдены важнейшие принципы телевизионного воплощения оперы: прямое обращение к зрителю, сочетание условного театрального оформления с достоверностью отдельных деталей, соединение кинематографических приемов съёмки с разных точек и ракурсов с характерной для ТВ повествовательностью развёртывания и показа действия в целом. И самое главное, режиссёрам удалось добиться органичного слияния — синтеза музыкального и зрительного ряда оперного и экранного искусства, когда они взаимно дополняют друг друга и существуют в нерасторжимом единстве.— Телевидение и радиовещание, 1985